# Insula Crimeea
„Insula Crimeea” (în rusă Остров Крым, transliterat: Ostrov Krîm) este un roman științifico-fantastic de Vasili Aksionov, scris în 1979 și publicat după emigrarea autorului din URSS în SUA, în 1981. Narațiunea are loc într-o istorie și geografie alternativă și, pe lângă ficțiune speculativă, conține satiră politică.

## Rezumat
Principala ipoteză a romanului este că peninsula Crimeea este o insulă propriu-zisă în Marea Neagră. Acest detaliu joacă un rol semnificativ în istoria Războiului Civil Rus – Crimeea având un rol comparabil cu cel al Taiwanului real.
Detașamentele Albilor⁠(d), împuținate și epuizate de război, se retrag pe insula Crimeea, dar sunt urmărite îndeaproape de forțele Roșilor. Nu au nicio șansă în ajunul ultimei bătălii. Trupele bolșevice încep ofensiva finală peste gheața strâmtorii. În acest moment se produce un incident neprevăzut: una dintre navele flotei engleze, dislocată în Marea Neagră, deschide brusc focul, care, din cauza gheții fragile, devine fatal pentru atacatorii Roșii. Ofensiva este întreruptă, transformându-se într-o înfrângere strategică pentru Roșii – momentul-surprisă este compromis, iar Albii, după un răgaz, se regrupează și transformă insula într-o fortăreață imposibil de cucerit. De asemenea, se presupune că în timpul celui de-al Doilea Război Mondial insula a rămas neutră, nealăturandu-se nici Axei, nici coaliției anti-Hitler, iar după război a supraviețuit conflictului armat cu Turcia.
În ciuda teritoriului mic și a resurselor naturale limitate, insula Crimeea nu numai că nu a fost absorbită de URSS, dar a și prosperat, primind ajutor și sprijin de la puterile europene, precum și datorită reformelor și politicii externe bine gândite. Se transformă într-un fel de Rusie „alternativă”, care coabitează într-o stare de neutralitate alături de cea reală. Standardul de trai în Crimeea se deosebește izbitor: a fost organizată o armată profesionistă, a fost dezvoltată industria și au fost amenajate cele mai bune stațiuni din Europa. La începutul romanului, Crimeea este o țară mică, dar bogată și prosperă, a cărei populație – atât ruși, cât și tătari crimeeni – absoarbe în mod egal atât modul de viață sovietic cât și cel european.
Personajul principal al romanului, Andrei Lucinikov, un om bogat și redactor-șef al influentului ziar crimeean „Curierul rus”, devine un susținător activ al așa-numitei „Idei ale Destinului Comun”. Esența acestei viziuni este că URSS și insula Crimeea sunt o singură țară, cu același destin, care trebuie să se unească. Lucinikov, în ciuda îndoielilor prietenilor și rudelor sale, organizează mișcarea politică „Uniunea destinului comun”, care câștigă alegerile locale pentru Duma. La scurt timp după alegeri, Duma a făcut apel la Sovietul Suprem al URSS cu o cerere de a primi Crimeea în Uniunea Sovietică. După intrarea trupelor sovietice în Crimeea, majoritatea protagoniștilor romanului mor tragic din diverse motive. Andrei Lucinikov supraviețuiește și înțelege că a făcut o greșeală fatală.

## Personaje principale
- # Lucinikov Andrei Arsenevici, zis „Luci” – promotor al „Ideii Destinului Comun”, redactor-șef al ziarului „Curierul rus”
- † Lucinikov Arseni Nikolaevici – participant la luptele dintre Albi și Roșii, profesor, istoric, antreprenor milionar (crescător de cai), tatăl lui Andrei Lucinikov
- Lucinikov Anton Andreevici – fiul lui Andrei Lucinikov
- † Lunina Tatiana Nikiticina – fostă sportivă, comentatoare sportivă, dragostea lui Andrei Lucinikov și soția lui Gleb Lunin
- † Kuzenkov Marlen Mihailovici – administratorul Crimeii în cadrul Comitetului Central al PCUS, prieten al lui Andrei Lucinikov
- Lunin Gleb, zis „Sup” – fost sportiv, funcționar în cadrul Ministerului sovietic al sportului, soțul Tatianei Lunina
- Protopopov Timofei Lukici – „persoană din vârful vârfului”
- † Christina Parsley – amanta și garda de corp a lui Andrei Lucinikov în ultimele capitole ale romanului

## Istorie
Romanul a fost scris în perioada anilor 1977-1979, parțial în timpul șederii lui Aksionov la Koktebel. Prima ediție a fost publicată la editura americană Ardis Publishing⁠(d) în 1981.
În URSS, lucrarea a fost publicată pentru prima dată (într-o versiune oarecum cenzurată) în numerele 1–5 ale revistei pentru adolescenți „Iunost⁠(d)” în 1990. A devenit „principalul bestseller al anului în întreaga Uniune” și i-a adus lui Aksionov premiul literar al revistei „Iunost” pentru acel an. Versiunea din revistă a romanului a fost ilustrată cu desene de Mihail Zlatkovski⁠(d). Ulterior, romanul a mai fost publicat în repetate rânduri, de data aceasta conținând limbajul obscen gândit de autor de la început.
Scriitorul a dedicat romanul în memoria mamei sale, Evghenia Ghinzburg⁠(d).

## Critică și impact
Criticul literar Serghei Ciuprinin⁠(d) consideră că romanul lui Aksionov a fost la un moment dat „o mare descoperire pentru publicul cititor, sau cel puțin o amintire a tradițiilor demult uitate”, în egală măsură cu „Dezertorul” de Aleksandr Kabakov⁠(d) (1988). Scriitorul Ilia Boiașov⁠(d) a remarcat „limbajul strălucitor, scurt, tăios asemenea lui Hemingway, escapadele și inventivitatea verbală” a lui Aksionov. Scriitorul și criticul Vladimir Berezin⁠(d) vede în acest roman „un caz unic pentru proza rusă modernă” și consideră că „Aksionov... s-a concentrat în mod clar pe tipuri inovatoare de scriere literară”. Berezin mai subliniază că romanul a fost scris „într-o perioadă specială”:
| “ | ...invadarea Crimeii «la cererea autorităților Crimeii» amintește evident de invadarea Afganistanului după o «cerere» similară. Romanul lui Aksionov a fost atunci nu numai o poveste a «Rusiei pe care am pierdut-o», dar și un protest împotriva situației în care eșecul este imposibil de evitat. | ” |

Într-o recenzie a ediției din 1997 a romanului din seria „Acțiune”, Ksenia Zorina reflectă asupra semnificației romanului pentru cititorul modern și descoperă „modernitatea neașteptată”:
| “ | Acum s-a întămplat anume aceea ce a descris Aksionov: Rusia s-a transformat în insula Crimeea. Nu e despre o insulă născocită, ci despre Moscova de azi, despre viața duplicitară din epoca post-perestroika. Această modernitate neașteptată, acest limbaj accesibil, umor și acțiune vie te fac să ierți unidimensionalitatea lui Aksionov. | ” |

În același timp, Zorina consideră romanul ca fiind prea plictisitor pentru cititorii ruși ai anilor 1990:
| “ | A fost o parodie, dar după două decenii e depășită... E plictisitoare, pentru că în anii '70 Aksionov nu cunoștea o fiară mai năprasnică decât statul totalitar. Totul se reduce la o schemă politică primitivă, decorată cu portrete din «viața bogătașilor», care se potrivește foarte bine genului acțiune. Tot aștepți ieșirea într-o nouă dimensiune, dar asta nu se întâmplă. | ” |

Textul romanului a influențat unii cititori și le-a modelat idealurile de viață. De exemplu, mogulul media ucrainean Borîs Lojkin⁠(d) a mărturisit că în tinerețe voia să ajungă ca personajul principal al lucrării. Politicianul rus Serghei Mitrohin⁠(d) a recunoscut și el:
| “ | Cărțile lui Aksionov m-au format ca personalitate. În tinerețe am citit «Insula Crimeea» în format samizdat. Pe atunci, literatura interzisă era pentru noi cea mai de nădejde sursă de cunoștințe. | ” |

Cartea Olhăi Brîlova⁠(d) „Măria Voastră” este o continuare a „Insulei Crimeea”; acțiunea are loc în timpul anexării Crimeii la URSS, iar unele personaje din romanul original apar în lucrarea ei în roluri episodice.
La începutul anilor 1990, la teatrul dramatic „Sfera” din Moscova a fost montată piesa „Insula Crimeea”.
În 2013, Ministerul Educației și Științei al Federației Ruse a inclus romanul „Insula Crimeea” în lista „100 de cărți pentru școlari⁠(d)”.
În martie 2014, prim-ministrul Republicii Autonome Crimeea, Serghei Aksionov, a făcut apel la Vladimir Putin cu o cerere de „a ajuta la asigurarea păcii și liniștii pe teritoriul Republicii Autonome Crimeea”. Într-un interviu realizat pe fundalul acestor evenimente, Aksionov a avut următoarea discuție cu moderatorul unei emisiuni de la un post TV rus:
| “ | — Serghei Valerevici, nu pot să nu vă întreb: Vasili Aksionov, care a scris «Insula Crimeea», nu vă e rudă cumva? — Din păcate, nu. — Am impresia că scrieți acum partea a doua a romanului... — Ne străduim să-l scriem până la capăt! | ” |